# Corrado di Sassonia
Corrado di Sassonia (Braunschweig, ... – Bologna, 1279) è stato un teologo francescano tedesco del XIII secolo.
Corrado di Sassonia nacque nei primi anni del secolo XIII a Braunschweig da una famiglia nobile.
Entrato nell'ordine francescano, divenne teologo, predicatore e autore di opere ascetiche. Nel 1247 venne eletto Ministro provinciale della Sassonia e fu rieletto ancora nel 1262.
Scrisse, probabilmente fra il 1264 e il 1270, la sua opera più importante, Speculum seu salutatio beatae Mariae Virginis ("specchio o salutazione della beata Vergine Maria"). Questo trattato sulla Vergine ebbe un'ampia diffusione nel Medioevo, favorita dall'errata attribuzione a Bonaventura da Bagnoregio.
Morì a Bologna nel 1279.
Di lui, oltre al citato "Speculum"  restano altre opere teologiche:
- Super quattuor Sententias ("Sulle quattro sentenze")
- Super Orationem Dominicam ("Sulla preghiera del Signore")
- Sermones de tempore ("Prediche sul tempo")
- Sermones pro Quadragesima (Prediche per la Quaresima)
- Sermones de Sanctis ("Prediche sui santi")
- De Salutatione Angelica ("Sul saluto dell'Angelo a Maria")